# Jeremy McGrath Supercross World
Jeremy McGrath Supercross World est un jeu vidéo de course développé par Acclaim Studios Salt Lake City et édité par Acclaim Max Sports, sorti en 2001 sur GameCube et PlayStation 2.
Il fait suite à Jeremy McGrath Supercross 2000.

## Accueil
- Jeuxvideo.com : 8/20[1]